# Margreet van Driel
M.J.M. (Margreet) van Driel (Den Haag, 1961) is een Nederlands politica en bestuurster. Ze is partijloos. Sinds 8 februari 2023 is ze burgemeester van Papendrecht.

## Biografie
Van Driel werd geboren in Den Haag en verhuisde op tweejarige leeftijd naar Zoetermeer. Ze groeide op in een katholiek gezin met een vader, moeder en drie zussen. Op zestienjarige leeftijd scheidden haar ouders en groeide ze op bij haar moeder. Op haar twintigste ging ze op zichzelf wonen. Na het vwo op het Erasmus College studeerde zij één jaar Nederlands aan de Universiteit Leiden en volgde zij een MO-opleiding in Nederlands aan de School voor Taal- en Letterkunde in Den Haag.
Van Driel was namens Lijst Hilbrand Nawijn (LHN) van 2017 tot 2022 wethouder van Zoetermeer met onder andere sociale zaken, arbeidsmarkt, citymarketing, evenementen en grondzaken in haar portefeuille en was ze ook locoburgemeester. In 2018 was ze er gemeenteraadslid. Eerder was ze directeur/bestuurder van Stichting Floravontuur Promotie Zoetermeer, een club die zich inzet voor de bewoners, de bezoekers en het bedrijfsleven van die stad. Daarvoor was ze werkzaam voor KPN in Den Haag, met name in de communicatie en marketing. Ze begon er in een administratieve functie en werd er uiteindelijk manager in- en externe communicatie.
Van Driel werd op 15 november 2022 door de gemeenteraad van Papendrecht voorgedragen als nieuwe burgemeester. Op 7 februari 2023 werd bekend dat zij is benoemd bij koninklijk besluit met ingang van 8 februari dat jaar. Op 8 februari dat jaar vond ook de installatie en beëdiging plaats. Als burgemeester van Papendrecht kreeg zij openbare orde & veiligheid, representatie, bestuur & organisatie en communicatie in haar portefeuille.
Van Driel trouwde en kreeg een hond.